# Legna Verdecia
Legna Verdecia (29 de outubro de 1972) é uma judoca de Cuba. Tem como principais resultados 3 medalhas de ouro em Jogos Pan-Americanos (1991, 1995 e 1999) e duas medalhas olímpicas, tendo conquistado o ouro nos Jogos Olímpicos de Verão de 2000 e bronze nos Jogos Olímpicos de Verão de 1996.